# دراغون بول زد: الأقوى في العالم
دراغون بول زد: الأقوى في العالم، (باليابانية: この世で一番強いヤツ)، (بالإنجليزية: Dragon Ball Z: The World's Strongest)‏ هو الفيلم الثاني من سلسلة أفلام دراغون بول زد صدر في 10 مارس 1990 في اليابان.

## ملخص الفيلم
يحاول غوكو وأصدقائه إيقاف روبوت الدكتور فلاب لكنهم فشلوا و بعد محاولات نجحوا في ايقافه و هزيمته